# Ferrovia Bribano-Agordo
La ferrovia Bribano-Agordo era una linea ferroviaria in concessione lunga 28,9 km che collegava la rete FS (dalla stazione di Sedico-Bribano) ad Agordo, nata per collegare le miniere di pirite di Valle Imperina ai centri di lavorazione del minerale grezzo utilizzato dall'industria chimica per ottenere l'acido solforico.

## Storia

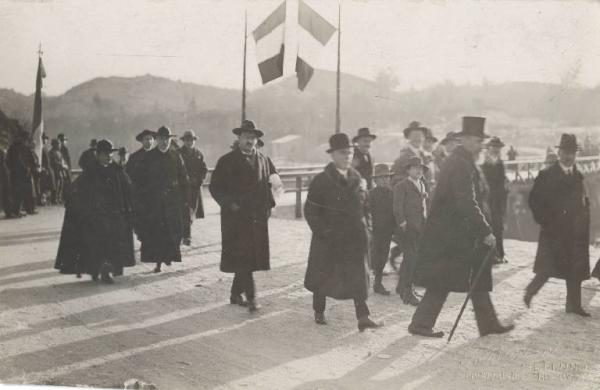
Inaugurazione della tratta ferroviaria alla presenza delle autorità, 1925

Nel 1907 furono presentati due progetti per la costruzione di una ferrovia nella zona di Agordo: la Bribano-Agordo a scartamento ridotto e la Belluno-Agordo a scartamento normale. I progetti, accantonati a causa della prima guerra mondiale, ripresero vigore nel 1919, e nel 1921 la Società Anonima Industriale Ferroviaria (SAIF), con sede a Milano, presentò domanda di concessione per la ferrovia Bribano-Agordo, ottenuta l'anno successivo. La SAIF era una società costituita dalla Montecatini, proprietaria delle miniere di pirite della Valle Imperina. I lavori di costruzione, assegnati alla Società Anonima Bellunese Costruzioni Civili, vennero iniziati nel giugno 1922 e furono conclusi nell'autunno 1924.
L'11 gennaio 1925 la linea iniziò il servizio regolare con tre coppie giornaliere di treni viaggiatori, composti di carrozze a due assi e terrazzini con posti di 1 e 3 classe. Le partenze da Agordo erano stabilite alle ore 7:20, 10:50 e 16:20 con ritorno da Bribano alle ore 9:10, 13:40 e 18:10 con fermata in tutte le stazioni (eccetto Peron che era facoltativa) e una percorrenza di circa un'ora e 15.
I treni merci di minerale grezzo (fino a 6 coppie al giorno nei periodi di punta) erano composti in un fascio di binari di carico presso la stazione di La Valle Rivamonte, stazione nella quale convergevano alcune teleferiche della società mineraria. Altri trasporti frequenti erano tronchi e tavole di legno, prodotti caseari in genere, alimentari e industriali. Proprio per sfruttare la ferrovia, tra il 1941 e il 1942, la "Società Calce Sois", già attiva con le omonime fornaci, costruì a ridosso della linea (poco a nord della stazione di Roe in località Vignole) una nuova fabbrica per la produzione della calce che venne raccordata alla linea. La marna estratta dalla cava di Costalunga veniva trasportata a Vignole tramite teleferica, cotta negli appositi forni per essere trasformata in calce e quindi caricata sui carri ferroviari o sui mezzi stradali.
La linea operò senza interruzioni per tre decenni, e durante la Seconda Guerra Mondiale non fu danneggiata né interessata dai combattimenti: tuttavia nei primi anni cinquanta la riduzione dell'estrazione di pirite e lo sviluppo della motorizzazione stradale portarono alla soppressione della ferrovia, che venne chiusa all'esercizio il 16 novembre 1955 nonostante le proteste delle popolazioni.
Della linea rimangono solo le vestigia lungo il percorso della strada da Belluno verso l'alta valle del fiume Cordevole, vari manufatti ferroviari come caselli, ponti, portali di gallerie.
Il materiale rotabile fu accantonato e successivamente demolito; si salvarono i quattro locomotori che vennero acquistati dalla società La Ferroviaria Italiana (LFI) che nelle proprie officine di Arezzo Pescaiola ne ristrutturò i numeri LB1 e LB4, rendendoli adatti alla tensione di 3000 V, modernizzandone anche le casse e poi i carrelli. Alcune carrozze a due assi furono cedute alla ferrovia Voghera-Varzi.
Una locomotiva, la LFI EDz 11 (ex SAIF LB1) si trova monumentata in località Le Campe, nel comune di La Valle Agordina (BL), nel parcheggio dal quale si può accedere al sito delle Miniere di Valle Imperina.

## Caratteristiche
La linea ferroviaria Bribano-Agordo era una linea a semplice binario, a scartamento normale, con pendenze massime del 31 per mille e raggi di curva minimi di 150 m.
L'esercizio avveniva a trazione elettrica a 2200 volt, corrente continua. Realizzata dalla CGE (Compagnia Generale di Elettricità) questa fu una delle prime applicazioni ferroviarie della corrente continua ad alta tensione. Nelle FS si cominciò nel 1928 con la Benevento-Foggia a 3000 volt.

## Percorso

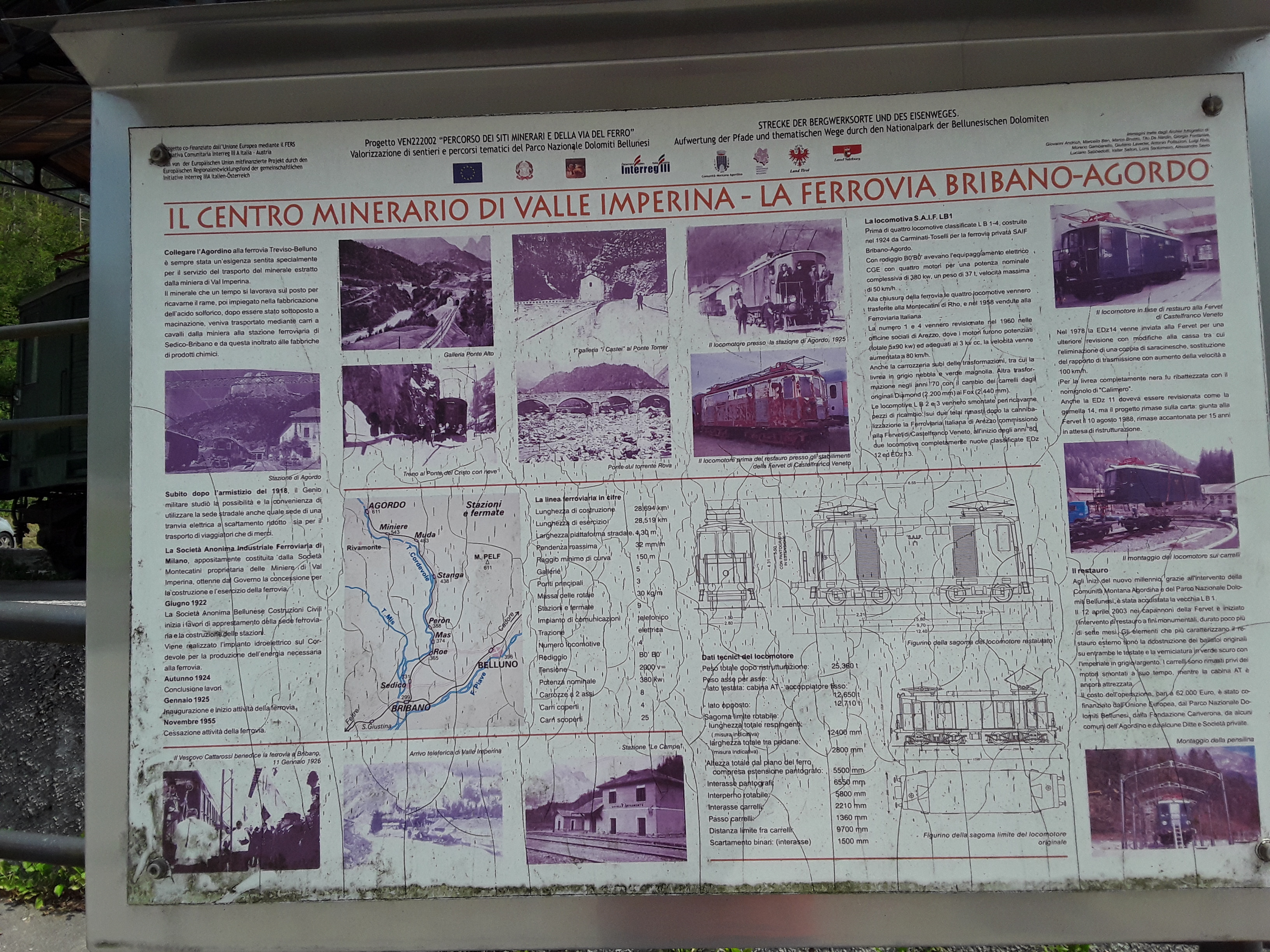
Pannello informativo presso il Centro minerario di Valle Imperina

| Continuation backward |

| Station on track | Unknown route-map component "exKBHFa" |

| Unknown route-map component "eABZgl" | Unknown route-map component "exABZg+r" |

| Continuation forward | Unknown route-map component "exSTR" |

|  | Unknown route-map component "exBHF" |

|  | Unknown route-map component "exBHF" |

|  | Unknown route-map component "exABZg+r" |

|  | Unknown route-map component "exBHF" |

|  | Unknown route-map component "exHST" |

|  | Unknown route-map component "exBHF" |

|  | Unknown route-map component "exBHF" |

|  | Unknown route-map component "exhKRZWae" |

|  | Unknown route-map component "exBHF" |

|  | Unknown route-map component "exhKRZWae" |

|  | Unknown route-map component "exKBHFe" |

## Materiale rotabile

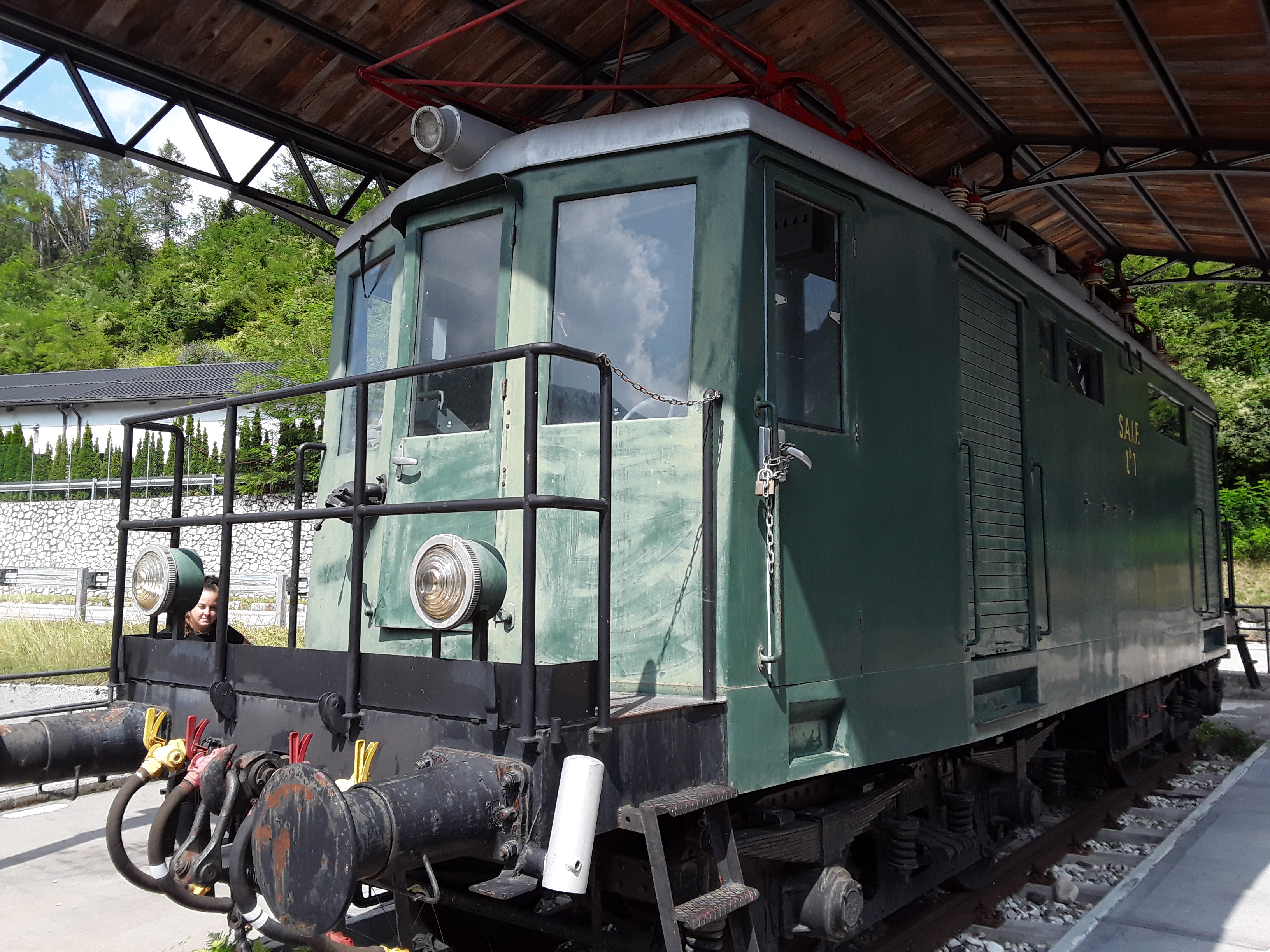
La locomotiva LB1 restaurata nel 2003 e monumentalizzata all'ingresso del Centro minerario di Valle Imperina

- 4 locomotive elettriche numerate LB1-LB4, costruzione CGE (parte elettrica) e Carminati & Toselli (parte meccanica); rodiggio Bo-Bo, quattro motori elettrici da 121 kW di potenza oraria; collegati in due rami di due motori in serie, peso 36 t. e velocità massima 60 km/h.
- 6 carrozze viaggiatori a due assi e terrazzini di 1 e 3 classe.
- 26 carri merci a sponde alte per minerali e di vario tipo per merci.

## Regime di circolazione
Blocco con Giunto telefonico con impianto telefonico CGE.